# Apomuria perrieri
Apomuria perrieri är en måreväxtart som beskrevs av Cornelis Eliza Bertus Bremekamp. Apomuria perrieri ingår i släktet Apomuria och familjen måreväxter.
Artens utbredningsområde är Madagaskar. Inga underarter finns listade i Catalogue of Life.